# تپه شترخانه
تپه شترخانه مربوط به دوران‌های تاریخی پس از اسلام است و در استان قزوین، شهرستان آبیک، بخش بشاریات، روستای رضی‌آباد واقع شده و این اثر در تاریخ ۱۹ اسفند ۱۳۸۰ با شمارهٔ ثبت ۴۹۷۸ به‌عنوان یکی از آثار ملی ایران به ثبت رسیده است.